# آنیلید

ساختار شیمیایی عمومی آنیلیدها

آنیلیدها (یا فنیل‌آمیدها) دسته ای از ترکیبات شیمیایی هستند که مشتق آسیل از ترکیب آروماتیک آنیلین محسوب می‌شوند.

## آماده‌سازی
از واکنش آنیلین با آسیل کلریدها یا کربوکسیلیک آنیدریدها، آنیلیدها تولید می‌شوند. به عنوان مثال، واکنش آنیلین با استیل کلرید منجر به تولید استانیلید (CH۳-CO-NH-C۶H۵) می‌شود. آنیلین و کربوکسیلیک اسیدها در دمای بالا واکنش نشان داده و آنیلید می‌دهند.

## کاربردها
- به عنوان علف کش کاربرد دارند.[۲]